# Деметриос Викелас
Деметриос Викелас (грч. Δημήτριος Βικέλας; Ермоуполис, 15. фебруар 1835 — Атина, 20. јул 1908) је био грчки предузетник, песник, филолог и први председник Међународног олимпијског комитета (МОК) (1894 — 1896).
Рођен је на острву Сирос а пореклом је из Бера. Као дете је доста боловао и због тога је често пропуштао школу. Са породицом је прво живео у Одеси а затим и Константинопољу. Са 17 година је преко Француске и Италије стигао до Лондона. У Лондону је радио код свог стрица где је убрзо постао њихов равноправи пословни партнер. Тамо се и спријатељио са будућим председником Грчле Харилаосом Трикоуписом који је син тадашњег грчког амбасадора.
Викелас је представљао Панелииос на конгресу аматерских спортиста које је 1894. организовао Пјер де Кубертен из ког је настао олимпијски покрет. Прва идеја Кубертена је била да се прве модерне олимпијске игре одрже 1900. у Паризу, али Викелас га је убедио да је најбоље решење да се прве игре симболично одрже у Атини. По тадашњим правилима председник је биран из земље домаћина па је Деметриос Викелас изабран на чело МОК-а.
Након олимпијаде Викелас је поднео оставку и до краја живота у Атини са 73 године бавио се другим стварима.